# Be safe
 (mars 2014).
Si vous disposez d'ouvrages ou d'articles de référence ou si vous connaissez des sites web de qualité traitant du thème abordé ici, merci de compléter l'article en donnant les références utiles à sa vérifiabilité et en les liant à la section « Notes et références ».
Be safe est un roman de Xavier-Laurent Petit publié en 2007.

## Résumé
Oskar est un jeune lycéen de 16 ans qui vit dans une petite ville aux Etats-Unis. Il va au lycée et joue de la basse avec son frère, Jeremy, âgé de 18 ans. Les deux frères ont l'envie de fonder ensemble un groupe de rock. Leur projet va basculer lorsque Jeremy le frère de Oskar, alors à la recherche d’un travail, décide de s’engager dans l’armée des États-Unis en tant que constructeur de ponts à la suite de l'entrevue qu'il a eue sur le parking avec un soldat. Mais les talents de tireur d'élite de Jeremy seront repérés dans un entrainement, Par la suite il est mobilisé en zone de combat, en Irak. Là, Jeremy découvre l’horreur de la guerre, la peur ; les lettres qu’il écrit à Oskar se terminent toutes, en référence à la menace constante qui pèse sur la vie du jeune homme, par « be safe » (soit prudent).Jeremy ne voulait pas inquiéter ses parents c'est pour ça qu'il ne leur disait rien de se qu'il se passait. Il décidera de revenir chez lui, et découvrira par la suite un secret que leur père avait toujours caché. Leur père avait lui aussi fait la guerre dans le passé.

## Prix littéraires décernés au roman
- Prix des dévoreurs de livres 2008 remis par un jury de collégiens de l'Eure;

- Prix du Livre Historique 2008 de la ville de Poitiers;

- Prix littéraire départemental des collégiens de l'Hérault 2008;

- Prix NRP (Nouvelle Revue Pédagogique) 2007;

- Prix Frissons Vercors 2007;

- Prix Sésame 2008 du salon du livre de Saint-Paul-Trois-Châteaux;

- Prix Sorcières 2009,

- Prix littéraire des collégiens de Haute-Savoie;

- Prix "Le livre élu en Livradois-Forez" (ABLF);

- Prix des lycéens autrichiens 2009;

- Prix des Lecteurs 13-16 ans de la Ville du Mans et du département de la Sarthe pour l’année scolaire 2008-2009:

- Prix Scelte di classe 2012, attribué par un jury d'enfants au festival du livre pour enfants à Rome "La tribu dei lettori".